# Corporation (videogioco 1990)
Corporation è un videogioco pubblicato nel 1990 per Amiga e Atari ST dalla Core Design e in seguito per MS-DOS e Sega Mega Drive dalla Virgin Games (editrice anche della versione Amiga in Nordamerica). L'edizione americana per Mega Drive è intitolata Cyber-Cop.
È uno sparatutto in prima persona con elementi di avventura dinamica, in un'ambientazione futuristica dove si affrontano creature mostruose e robot.